# Trường Đại học Dầu khí Việt Nam
Trường Đại học Dầu khí Việt Nam (tiếng Anh: PetroVietnam University, viết tắt: PVU) là một trường đại học đào tạo chuyên ngành dầu khí tại Việt Nam, do Tập đoàn Dầu khí Việt Nam (PVN) làm chủ đầu tư. 
Trong năm 2025, Ban Thường vụ Đảng ủy Petrovietnam thống nhất phương án hợp nhất các đơn vị nghiên cứu khoa học và đào tạo của Tập đoàn (bao gồm: Viện Dầu khí Việt Nam-VPI, Trường Đại học Dầu khí Việt Nam-PVU, Trường Cao đẳng Dầu khí-PV College) thành Trường Đại học Công nghệ Năng lượng Quốc gia hoặc Học viện Công nghệ Năng lượng Quốc gia.

## Giới thiệu về Trường
Ngày 25/11/2010, Thủ tướng Chính phủ đã ra Quyết định số 2157/QĐ-TTg thành lập Trường Đại học Dầu khí Việt Nam . Theo quyết định này, PVU là trường đại học công lập đặc biệt, do Tập đoàn Dầu khí Việt Nam (nay đổi tên là Tập đoàn Công nghiệp - Năng lượng Quốc gia Việt Nam) làm chủ đầu tư và chi trả phần lớn chi phí duy trì hoạt động, không nhận hỗ trợ từ ngân sách nhà nước. .
Ngày 06 tháng 04 năm 2020, Trung tâm Kiểm định chất lượng giáo dục - Hiệp hội các Trường đại học, cao đẳng Việt Nam trao Chứng nhận Kiểm định chất lượng cơ sở giáo dục cho Trường Đại học Dầu khí Việt Nam chu kỳ 1.
Tiếp đó, vào ngày 21 tháng 4 năm 2025, nhà trường được công nhận đạt tiêu chuẩn chất lượng giáo dục chu kỳ 2, tiếp tục do Trung tâm Kiểm định chất lượng giáo dục – Hiệp hội các Trường đại học, cao đẳng Việt Nam đánh giá và cấp chứng nhận.
Ngày 30/08/2022, 3 ngành đào tạo Kỹ sư: Kỹ thuật Địa chất, Kỹ thuật Dầu khí và Kỹ thuật Hóa học của PVU được tổ chức ABET (Hoa Kỳ) công nhận đạt chuẩn kiểm định chất lượng ABET (Xem kết quả trên website của ABET Lưu trữ ngày 23 tháng 11 năm 2022 tại Wayback Machine. Nguồn tin khác:

## Chương trình đào tạo
Các ngành đào tạo Kỹ sư
- Hệ đại học chính quy: Kỹ sư Kỹ thuật dầu khí; Kỹ sư Kỹ thuật hóa học; Kỹ sư Kỹ thuật địa chất (Địa chất & Địa vật lý dầu khí)
- Hệ liên kết Du học với Học viện Mỏ và Công nghệ New Mexico (Hoa Kỳ): Kỹ thuật Hóa học; Kỹ thuật Dầu khí; Khoa học trái đất/Địa chất Dầu khí.
Các ngành đào tạo Thạc sĩ
- Ngành Công trình biển (Offshore Engineering).
- Ngành Kỹ thuật Địa chất (Địa chất – Địa vật lý dầu khí).
- Ngành Kỹ thuật Dầu khí (Khoan – Khai thác dầu khí).
- Ngành Kỹ thuật Hóa học (Lọc – hóa dầu).

## Cơ sở vật chất
Các phòng học đều được trang bị hệ thống âm thanh, máy chiếu, máy điều hòa nhiệt độ cùng hệ thống wifi phủ sóng toàn trường. Hiện nay, PVU đã đầu tư hệ thống Phòng thí nghiệm hiện đại, với hơn 20 PTN thuộc các khối đại cương, kỹ thuật cơ sở và chuyên ngành.
Phục vụ cho việc học tập còn có phòng máy tính thực hành và thi trắc nghiệm, 02 phòng E-Learning, và 02 phòng mô phỏng được cài đặt các phần mềm chuyên ngành do các đối tác nước ngoài như Intergraph, Schlumberger, Baker Hughes... tài trợ. Trung tâm xử lý và minh giải địa chất với lượng lớn các máy trạm tốc độ cao và lưu trữ dữ liệu lớn phục vụ xử lý và tính toán dữ liệu.
Thư viện của Trường cũng được trang bị bàn ghế chuyên dụng, máy tính có nối mạng internet, máy scan, máy photocopy để phục vụ nhu cầu tìm kiếm thông tin, sách và nhu cầu tự học của sinh viên. Nguồn tài nguyên học tập của Thư viện rất đa dạng, bao gồm sách, tạp chí, luận văn, luận án, kỷ yếu hội nghị, hội thảo, đề tài nghiên cứu khoa học, tài liệu điện tử...có nội dung phù hợp với các chuyên ngành đang được đào tạo tại Trường. Ngoài ra, Sinh viên Trường còn có thể truy cập vào cơ sở dữ liệu điện tử của các nhà xuất bản nổi tiếng trên thế giới như Springer Link, ProQuest Central, Science Direct, ... và kết nối với nguồn học liệu miễn phí của các Trường Đại học khác trên thế giới thông qua Cổng thông tin thư viện của Trường.
Ký túc xá PVU đáp ứng 100% nhu cầu ở của sinh viên, đặc biêt miễn phí hoàn toàn, với đầy đủ các khu vực phụ trợ như căn tin, phòng bóng bàn, sân thể thao, sân bóng chuyền, sân bóng đá, phòng tập gym, ...

## Các đơn vị liên kết
Học viện Mỏ và Công nghệ New Mexico (NMT), Mỹ.
Đại học Công nghệ Delft (Hà Lan). (đã hết thời hạn dự án tài trợ)
Đại học Dầu khí Ploieşti (Rumani).